# 米尼奧河畔維埃拉
41°38′N 8°8′W / 41.633°N 8.133°W
米尼奧河畔維埃拉（葡萄牙語：Vieira do Minho），是葡萄牙的城鎮，位於該國北部，由布拉加區負責管轄，始建於1514年，面積216.44平方公里，2011年人口12,997，人口密度每平方公里60人。